# À nous deux
À nous deux és una pel·lícula francesa dirigida per Claude Lelouch estrenada el 1979. Va rebre un premi a la Clausura del Festival de Canes

## Argument
Françoise es creua en el camí de Simon, evadit de la presó. Durant la seva carrera, s'enamoren l'un de l'altre.

## Repartiment
- Catherine Deneuve: Françoise
- Jacques Dutronc: Simon
- Jacques Villeret: Tonton Musique
- Paul Préboist: Mimile
- Gilberte Géniat
- Evelyne Ker: Tata Musique
- Jean-François Rémi: el pare de Françoise
- Monique Mélinand: La mare de Françoise
- Bernard Le Coq: El fotògraf
- Guy Rétoré: El ministre
- Daniel Auteuil: Un trinxeraire
- John Boylan
- Gérard Caillaud: Bliche
- Nathalie Caron
- Bernard Crombey: L'inspector Alain
- Gérard Darmon
- Alain David
- Emile Genest
- Marie-Pierre de Gérando: Mme Lucas
- Evelyne Gilbert
- Bunny Godillot
- Jacques Godin
- Anne Jousset
- Myriam Mézières
- Jean-Paul Muel
- Xavier Saint-Macary: El detectiu
- Gérard Surugue
- Simon Lelouch: Marc (no surt als crèdits)
- Olivier Lai: Simon de nen (no surt als crèdits)
- Chiara Mastroianni: La noieta (no surt als crèdits)